# تشانغ لي (لاعبة تنس)
تشانغ لي (بالصينية: 张立) (و. 1951  م) هي لاعبة تنس الطاولة صينية، ولدت في شينشيانغ.